# Vicente Lozano
Vicente Lozano fou un compositor espanyol del segle XX. El seu llegat es conserva a l'Institut Complutense de Ciències Musicals (ICCMU) dins del fons de la Unión Musical Española, on es poden trobar arranjaments de cançons per a veu i piano: Canto vasco, Dicen que viene Erreña, Goiko-mendijan, Los coros de Santa Águeda, Mendirik Mendi, Neskatiya, Itxarkundia i Zeuretzat bixija.